# Ottweiler
Die Stadt Ottweiler (ⓘ, im örtlichen Dialekt Ottwiller, ⓘ) ist der Verwaltungssitz des saarländischen Landkreises Neunkirchen. Sie liegt an der Blies etwa 32 km nordöstlich von Saarbrücken.

## Geographie

### Stadtgliederung
Zur Stadt gehören die Stadtteile Ottweiler, Fürth im Ostertal, Lautenbach, Mainzweiler und Steinbach. Zu Ottweiler gehört der Ortsteil Neumünster, zu Steinbach der Ortsteil Wetschhausen, zu Lautenbach gehört Remmesfürth.

## Geschichte

### Der Ursprung
Der Ursprung Ottweilers liegt in der Gründung eines Klosters im heutigen Ortsteil Neumünster im Jahr 871, wovon eine Urkunde König Ludwigs des Deutschen berichtet: Der Bischof von Metz habe hier eine Klosterzelle errichtet („cellam ... ibidem construxit“) mit einer Kirche zu Ehren der Heiligen Dreifaltigkeit. Dieses Kloster, im Besitz des Metzer Bischofs, erhält nun aus Königsgut Besitz im Kreis St. Wendel (Linxweiler), im Kreis Bad Kreuznach (Odernheim) und im Kreis Alzey-Worms (Heßloch und Partenheim), sozusagen eine Grundausstattung, nachzulesen in MGH D LD 138 (Kurzfassung siehe Regesta Imperii I, 1487). Bereits im Jahr 893 erweitert der Bischof von Metz den Grundbesitz seines Klosters „St. Terentius“ um Güter in vier saarländischen Orten (Wiebelskirchen, Illingen, Schiffweiler und Eschringen) sowie in Briedel bei Cochem (Quelle: MRhUB Nr. 134). Im Jahr 1005 verfügt König Heinrich II. eine Art Neugründung, bestätigt bisherigen Besitz z. B. in Wiebelskirchen, stattet es mit weiteren Gütern auch in Lothringen aus (z. B. Briey, Marsal, Puxe und Vitry) und versucht damit, das wirtschaftliche Überleben des Klosters zu sichern (Quelle: MGH DD HII Nr. 104).
Erste schriftliche Nachweise des Ortsnamens Ottweiler stammen aus dem Jahr 1393. Eine urkundlich gesicherte Namensnennung des Dorfes finden wir in der Verleihung des Halsgerichts in Ottweiler an den Ritter Berthold von Stein durch König Sigmund (Quelle: Regesta Imperii XI,1,1715). Seine Blütezeit erlebte Ottweiler ab dem 13. Jahrhundert unter der Herrschaft der Grafen von Nassau-Saarbrücken. Höhepunkt dieser Entwicklung war die Verleihung der Stadtrechte durch Kaiser Karl V. an den Grafen Johann IV. von Nassau-Saarbrücken im Jahre 1550.

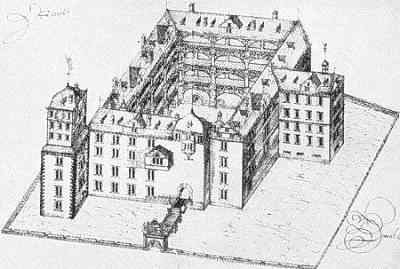
Schloss Ottweiler im 17. Jh.

### Die Grafen von Nassau-Ottweiler
Ottweiler war von 1640 (Teilung der Grafschaft Nassau-Saarbrücken) bis 1728 Sitz der Grafen von Nassau-Ottweiler, einer Zweiglinie des Hauses Nassau. 1721 kam durch Erbschaft Nassau-Idstein und 1723 Nassau-Saarbrücken hinzu. Nach dem Tode des letzten Grafen fiel die Grafschaft an die Fürsten von Nassau-Usingen.
Die Grafen von Nassau-Ottweiler waren:
- Johann Ludwig     (1640–1690)
- Friedrich Ludwig   (1680–1728)

### Porzellanmanufaktur Ottweiler
Unter der Regentschaft der Grafen von Nassau-Saarbrücken wurde in Ottweiler eine Porzellanmanufaktur gegründet: 1763 wurde die erste Manufaktur von Fürst Wilhelm Heinrich errichtet. Das dort hergestellte Porzellan zeichnete sich durch einen besonders sauberen weißen Scherben aus, zurückzuführen auf die verwendete verhältnismäßig teure Passauer Kaolinerde.
Nachdem 1768 Fürst Wilhelm Heinrich gestorben war, wurde der Betrieb unter der Regierung seines Sohnes Fürst Ludwig neu organisiert. Im Rahmen von Einsparungsmaßnahmen wurde auf die Verwendung von Passauer Erden zukünftig verzichtet, was sich in einem neuen cremefarbenen Erscheinungsbild der Produkte widerspiegelte. Ab dem Jahr 1769 wurde die Manufaktur von vielfach wechselnden Pächtern betrieben. 1776 begann die Herstellung von kostengünstigerem Steingut, worunter das künstlerische Niveau litt. Im Jahr 1800 stellte die Manufaktur endgültig ihren Betrieb ein, die Gebäude wurden verkauft.
Die Produkte dieser Porzellanmanufaktur zählen heute zu den seltensten Porzellanen der Welt, die in verschiedenen Museen ausgestellt sind.

### Die jüngste Geschichte
Bis zur Gebiets- und Verwaltungsreform im Saarland war Ottweiler die Kreisstadt des Landkreises Ottweiler mit dem Kfz-Kennzeichen OTW. Im Zuge der Reform wurden der Kreis am 1. Januar 1974 in Landkreis Neunkirchen umbenannt und Neunkirchen die Kreisstadt; der Sitz der Kreisverwaltung verblieb aber weiterhin in Ottweiler. Zurzeit versucht der Landkreis, die Verwaltung mehr und mehr nach Neunkirchen zu verlegen.
Am 12. Mai 2015 gab die evangelische Kirchengemeinde Ottweiler bekannt, dass die Kirchen in Steinbach, Stennweiler und Hirzweiler-Welschbach sowie die Kirche und das Gemeindehaus in Mainzweiler entwidmet werden sollen, da die Zahl der Gemeindemitglieder kontinuierlich gesunken sei. Im Oktober 2021 wurde das Kennzeichen OTW als Wunschkennzeichen wieder eingeführt.
Im Mai 2024 kam es nach schwerem Starkregen im Saarland sowie umliegenden Regionen zu einem schweren Hochwasser, bei denen unter anderem Dämme in Ottweiler brachen und die Altstadt geflutet wurde. Auch das Landratsamt wurde evakuiert und aus Sicherheitsgründen vorsorglich der Strom ausgeschaltet.

### Eingemeindungen
Im Rahmen der Gebiets- und Verwaltungsreform im Saarland wurden am 1. Januar 1974 die bis dahin selbständigen Gemeinden Fürth, Lautenbach, Mainzweiler und Steinbach bei Ottweiler eingegliedert.

### Konfessionsstatistik
Gemäß Zensus 2011 waren 41,1 % der Bevölkerung katholisch, 40,9 % evangelisch, und 18 % gehörten anderen oder keiner öffentlich-rechtlichen Religionsgemeinschaft an. Der Anteil der Protestanten und Katholiken an der Gesamtbevölkerung ist seitdem jährlich um 1 % gesunken. Gemäß dem Zensus 2022 waren 35,9 % der Einwohner katholisch, 32,8 % evangelisch, und 31,2 % waren konfessionslos, gehörten einer anderen Glaubensgemeinschaft an oder machten keine Angabe.

### Einwohnerentwicklung
| Ottweiler: Einwohnerzahlen von 2012 bis 2024 | Ottweiler: Einwohnerzahlen von 2012 bis 2024 | Ottweiler: Einwohnerzahlen von 2012 bis 2024 | Ottweiler: Einwohnerzahlen von 2012 bis 2024 | Ottweiler: Einwohnerzahlen von 2012 bis 2024 |
| -------------------------------------------- | -------------------------------------------- | -------------------------------------------- | -------------------------------------------- | -------------------------------------------- |
| Jahr                                         |                                              |                                              |                                              | Einwohner                                    |
| 2012                                         | 2012                                         |                                              | 14.729                                       | 14.729                                       |
| 2014                                         | 2014                                         |                                              | 14.612                                       | 14.612                                       |
| 2016                                         | 2016                                         |                                              | 14.571                                       | 14.571                                       |
| 2018                                         | 2018                                         |                                              | 14.358                                       | 14.358                                       |
| 2020                                         | 2020                                         |                                              | 14.352                                       | 14.352                                       |
| 2021                                         | 2021                                         |                                              | 14.395                                       | 14.395                                       |
| 2024                                         | 2024                                         |                                              | 14.255                                       | 14.255                                       |
| Quelle(n): Statistisches Amt des Saarlandes  |                                              |                                              |                                              |                                              |

## Politik

### Stadtrat
Der Stadtrat mit 33 Sitzen setzt sich nach der Kommunalwahl vom 9. Juni 2024 wie folgt zusammen:
| Partei                  | Stimmenanteil | Differenz | Sitze | Differenz |
| ----------------------- | ------------- | --------- | ----- | --------- |
| SPD                     | 39,2 %        | + 7,0 %p. | 14    | + 3       |
| CDU                     | 32,4 %        | − 9,1 %p. | 11    | − 4       |
| AfD                     | 13,2 %        | + 5,2 %p. | 4     | + 2       |
| BSW                     | 9,7 %         | + 9,7 %p. | 3     | + 3       |
| Grüne                   | 4,0 %         | − 3,4 %p. | 1     | − 1       |
| Linke                   | 1,4 %         | − 4,4 %p. | 0     | − 2       |
| FWG Ottweiler           | −             | −         | −     | − 1       |
| Wahlbeteiligung: 67,2 % |               |           |       |           |

### Bürgermeister
Bürgermeister der Stadt Ottweiler
- Strektius, Christian (Sohn) 1815
- Leydorff, Philipp Christian 1816 -
- Sprenger, Johann Peter 4. Januar 1822 bis 30. August 1849
- Weyl, Wilhelm 3. August 1849 bis 30. Januar 1851
- Klein, Richard 25. Februar 1851 bis 19. Februar 1853
- Bötticher, Johann August Wilhelm Leonhard 19. Februar 1853 bis 14. März 1860
- Wenzel aus Thalfang (gewählt am 1. Mai 1860) – Dienst nicht angetreten wegen fehlender Bestätigung (Stadtratsprotokoll vom 17. Juli 1860)
- David, ??? (Unterschrift der Stadtratsprotokolle) 7. April 1860 (commissarisch) 1. Mai 1860 bis 6. Juli 1860
- Weiand, Nikolaus 17. Juli 1860 bis 13. August 1872
- Erdsieck, Karl 8. November 1872 bis 1894
- Zeitz, Heinrich 10. November 1894 bis 1898
- Schüle, Hugo 1898 bis 27. Juni 1910 (beurlaubt bis zum Ablauf seiner Amtsperiode am 21. Februar 1911)
- Herhaus, ??? gewählt am 10. August 1910 – Wahl abgelehnt
- Blank, Ludwig 2. September 1910 bis 1. August 1914
- O. Eberbach (kom. Bürgermeister) 18. September 1914 bis 21. Juli 1916
- Lorenz, Georg (SPD) 4. Juli 1921 bis 4. November 1931
- Karl Löwer (SPD/NSDAP) 1. Februar 1932 bis 10. April 1945
- Pünnel, Leo (SPD) 10. April 1945 bis 31. Juli 1945
- Zender, Jakob (SPD) 22. September 1946 bis 5. Juni 1956
- Helmig, August (parteilos/DPS) 2. Oktober 1956 bis 1. Oktober 1966
- Burger, Karl Heinz (SPD) 3. Oktober 1966–1989
- Rödle, Hans-Heinrich (SPD), 1990–2012
- Schäfer, Holger (CDU), seit 2012

Bürgermeister Holger Schäfer wurde zuletzt 2019 mit 71,3 Prozent der Stimmen für zehn Jahre im Amt bestätigt.

### Wappen
Das Wappen wurde am 16. Januar 1987 durch das Saarländische Innenministerium genehmigt.
Blasonierung: „In blau eine silberne Rose.Auf dem Schild ruht eine rote dreitürmige Mauerkrone“
Die Farben der Stadt sind Blau – Weiß.

#### Historische Darstellung

Wappen bis 1987

Blasonierung: „In Blau eine silberne heraldische Rose. Über dem Wappenschild eine dreitürmige, rote Mauerkrone mit Tor.“
Die Siedlung bei der gleichnamigen Burg (1393) wurde zwar schon 1444 Stadt genannt, die Bürgerschaft aber erst 1550 gefreit. Damals entstand auch das erste Stadtsiegel nach der Jahreszahl in der Umschrift. Als Bild zeigt es eine heraldische Rose ohne Schild; man darf diese wohl ebenso wie die Rose z. B. in den Schöffensiegeln von Koblenz seit 1282 und im Schöffensiegel für Saarbrücken und St. Johann als Gerichts-(Urteils-)Symbol erklären. 1544 war bei der Landesteilung Ottweiler eigene Grafschaft geworden, seit 1574 Residenz der Linie Nassau-Ottweiler. Nach 1816 wurde nur der preußische Adler im Siegel geführt. Um 1900 verlieh Kaiser Wilhelm II. als preußischer König das Wappen mit Mauerkrone.

### Partnerstädte
Ottweiler unterhält Partnerschaften mit der französischen Stadt Saint Rémy (Bourgogne-Franche-Comté) sowie mit der griechischen Stadt Vrilissia, einem nordöstlichen Vorort der griechischen Hauptstadt Athen.

## Wirtschaft und Infrastruktur

### Verkehr

#### Straße
Ottweiler liegt an der Kreuzung der Bundesstraßen 41 (Saarbrücken – Ingelheim) und 420 (Ottweiler – Nierstein). Des Weiteren ist Ottweiler der Ausgangsort der Landstraßen 141, 128 und 124. Von touristischer Bedeutung ist die Barockstraße SaarPfalz.

#### Schiene

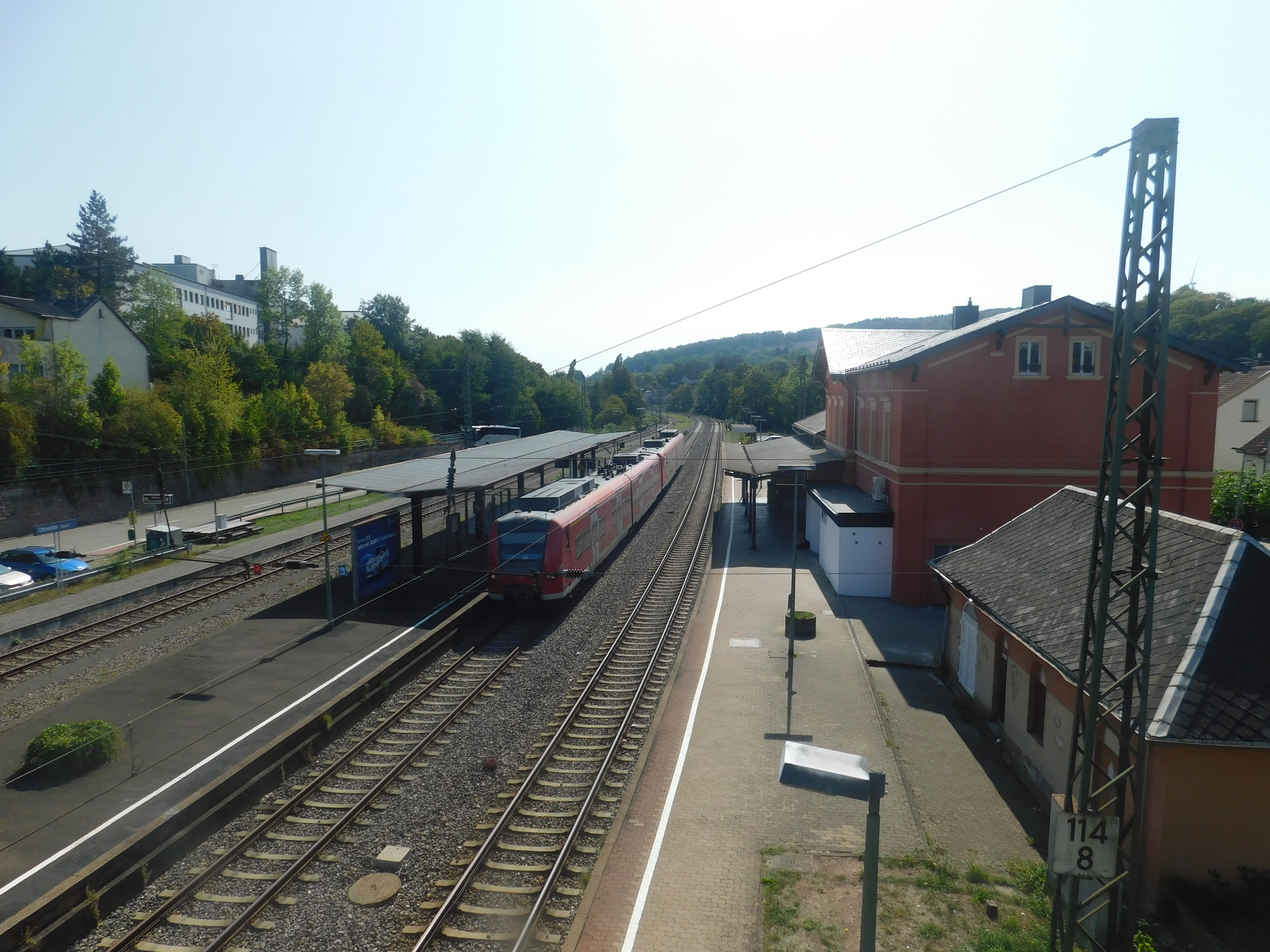
Bahnhof Ottweiler (Saar), 2020

Durch die Eisenbahnstrecke Nahetalbahn und den Bahnhof Ottweiler (Saar) ist die Stadt im Halbstundentakt an die Landeshauptstadt Saarbrücken und im Stundentakt an das Rhein-Main-Gebiet angebunden. Im Bahnhof zweigt von der Nahetalbahn die Ostertalbahn ab. Diese 21 km lange eingleisige Nebenbahnstrecke, auf der der Personenverkehr schon 1980 eingestellt wurde, verläuft durch das Ostertal bis zum heutigen Endpunkt Schwarzerden. Der Güterverkehr zu den Industriewerken Saar (IWS) in Schwarzerden wurde erst Ende 2001 im Rahmen von MORA C eingestellt. Diese von der Deutschen Bahn unterhaltene Strecke galt bis dato als längster privater Gleisanschluss in Deutschland. Heute wird die Ostertalbahn im Wesentlichen für Museumsbahnfahrten genutzt. In den Sommermonaten beginnen hier die Züge der Museumsbahn durch das Ostertal nach Schwarzerden im Landkreis St. Wendel.

### Ortsansässige Unternehmen
In Ottweiler befindet sich der Hauptsitz des Bauunternehmens OBG.

### Behörden

#### Verwaltung des Kreises

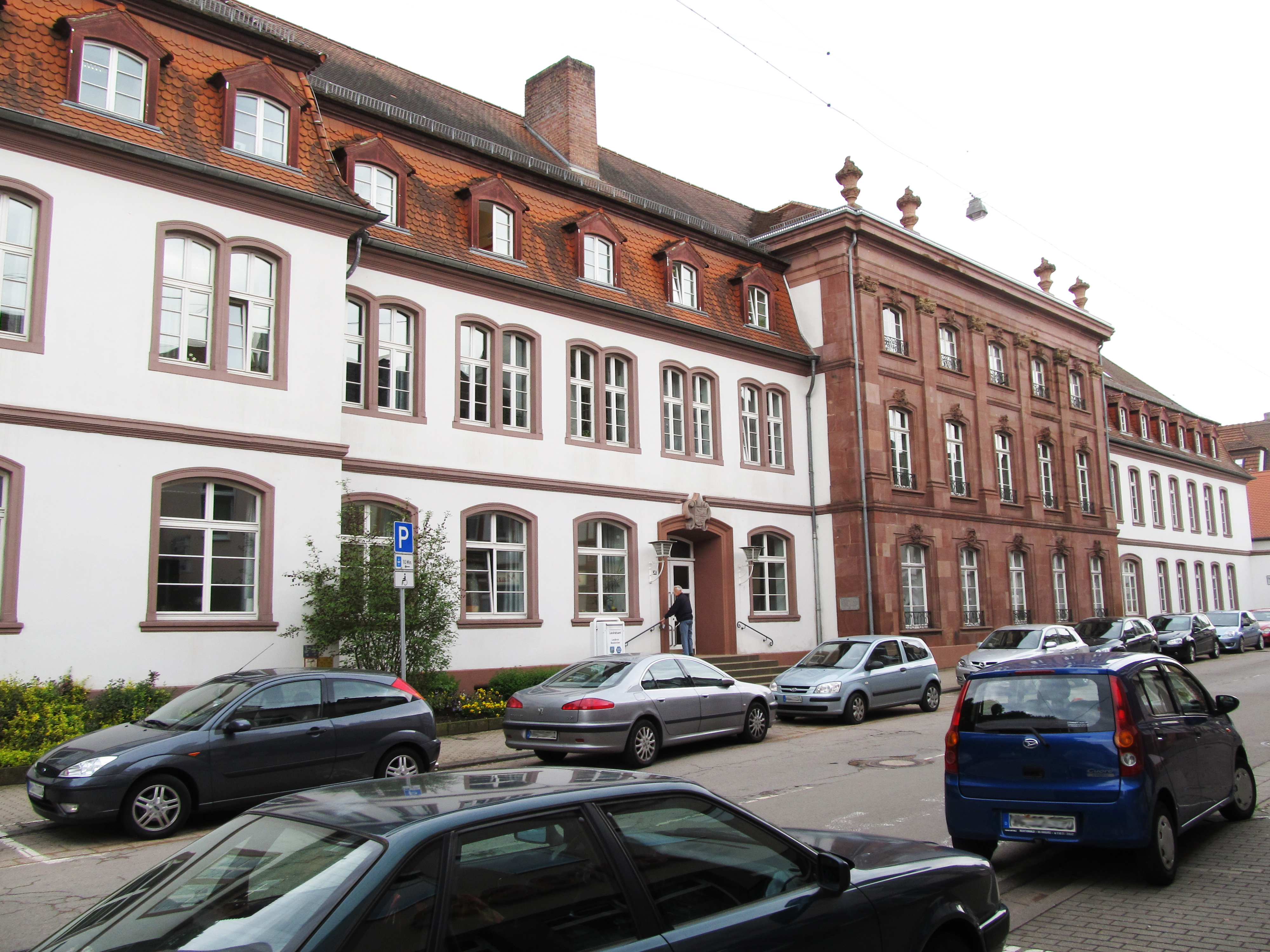
Landratsamt – ehemals fürstlich-nassauisches Witwenpalais, im Kern 1758/59 von F.J. Stengel

Als frühere Kreisstadt des Landkreises Ottweiler beherbergt die Stadt noch heute die meisten Kreisbehörden.

#### Justizvollzugsanstalt
Nördlich der Stadt auf dem Ziegelberg befindet sich die Justizvollzugsanstalt Ottweiler. Die Haftanstalt, in Pavillonbauweise errichtet, wurde nach ihrer Fertigstellung im März 1970 bezogen. Auf einem ca. 10,5 ha großen Areal bietet sie die Möglichkeit bis zu 220 männliche und 16 weibliche Gefangene aufzunehmen. Die Anlage besteht aus fünf Hafthäusern, dem Verwaltungsgebäude, einem Schulhaus, der Turnhalle sowie dem Küchenpavillon.
Zusätzlich werden in einem separaten Trakt auch erwachsene männliche Gefangene quartiert, weil die Justizvollzugsanstalt Saarbrücken überbelegt ist. Ein Großteil der inhaftierten Jugendlichen ist im Bereich Drogenkriminalität bzw. Drogendelinquenz auffällig geworden.

### Gerichte

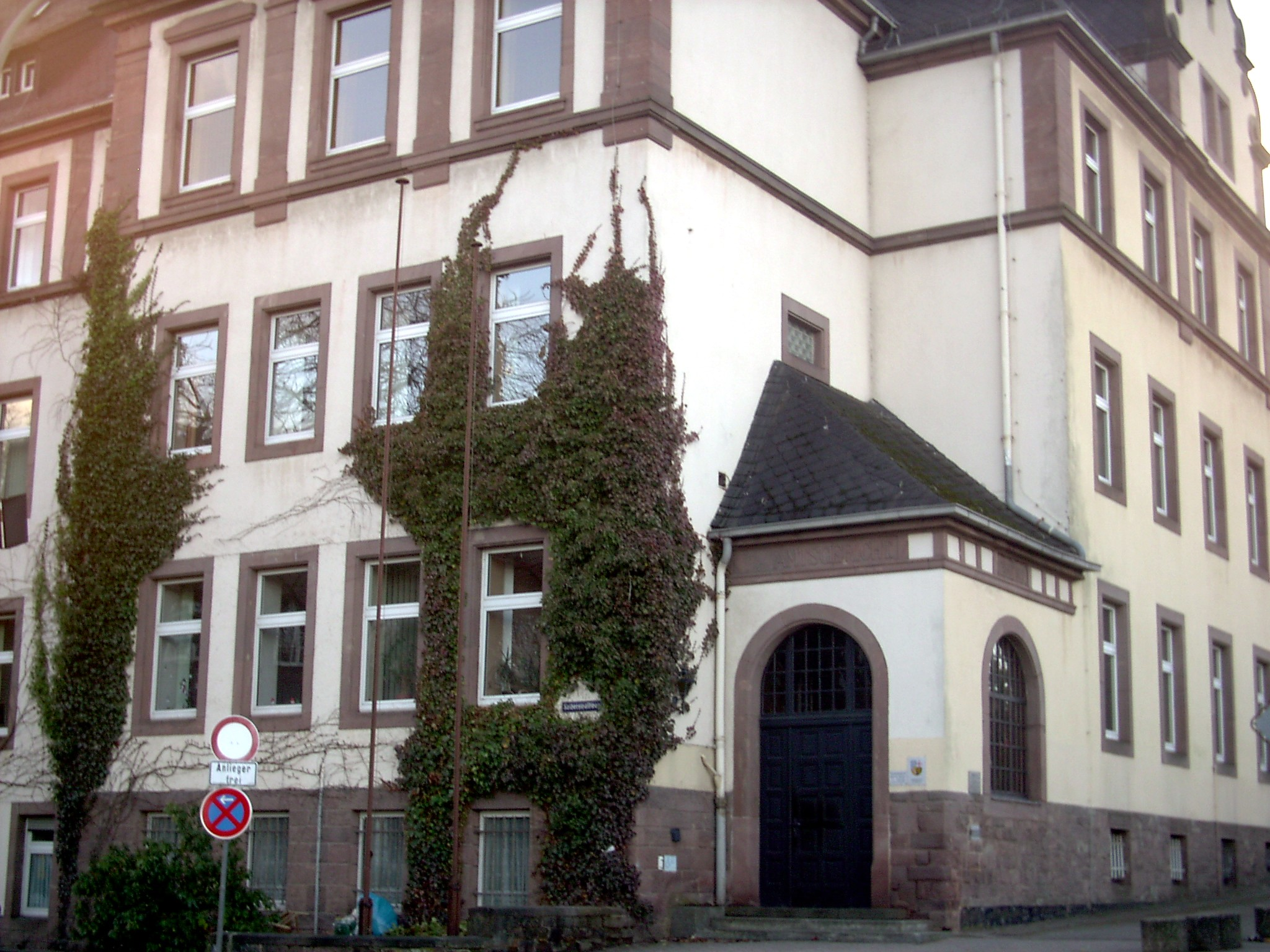
Amtsgericht

Ottweiler ist Sitz eines Amtsgerichtes, das zum Landgerichts- und Oberlandesgerichtsbezirk Saarbrücken gehört.

## Kultur und Sehenswürdigkeiten

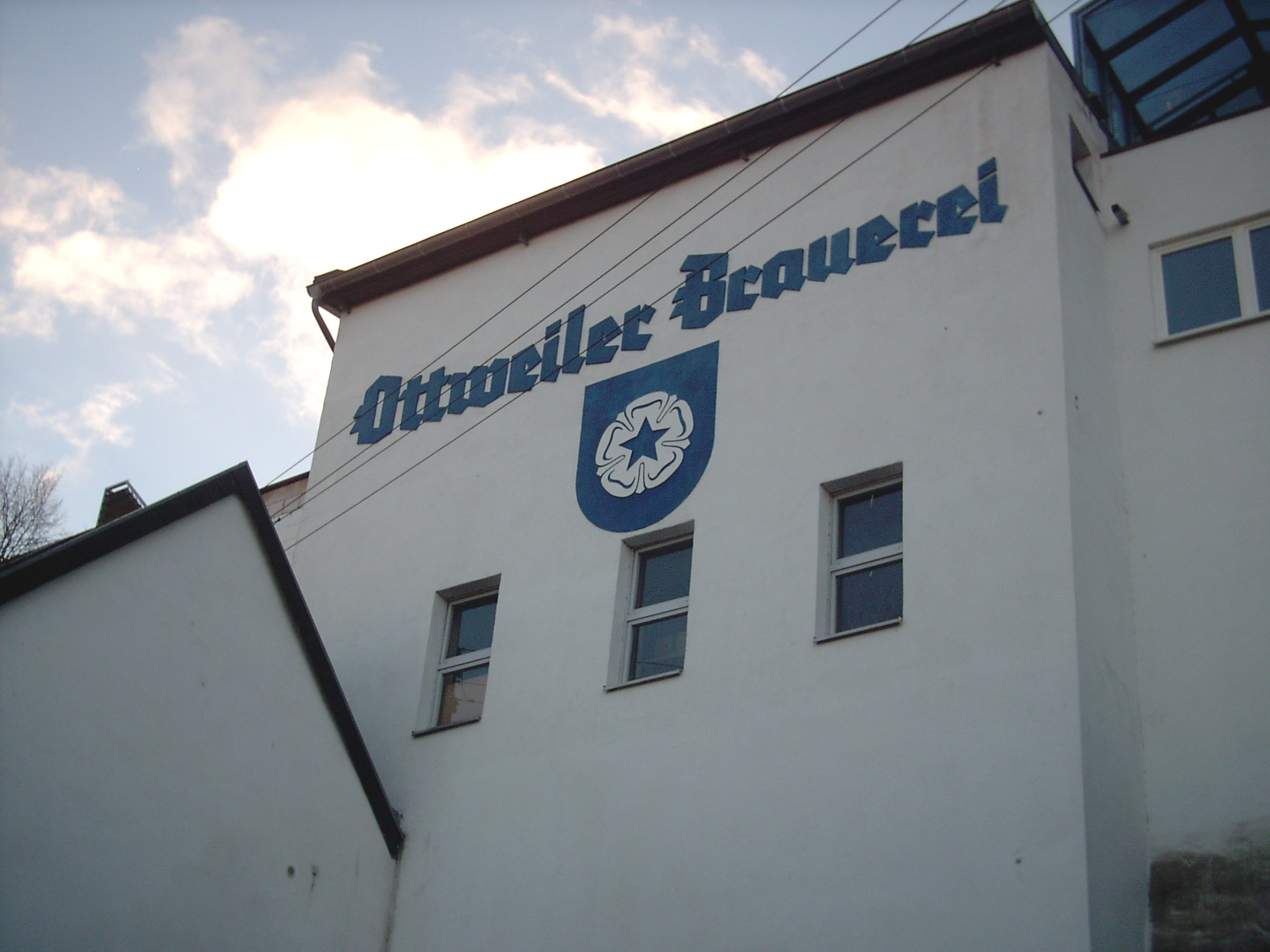
Ehemalige Brauerei

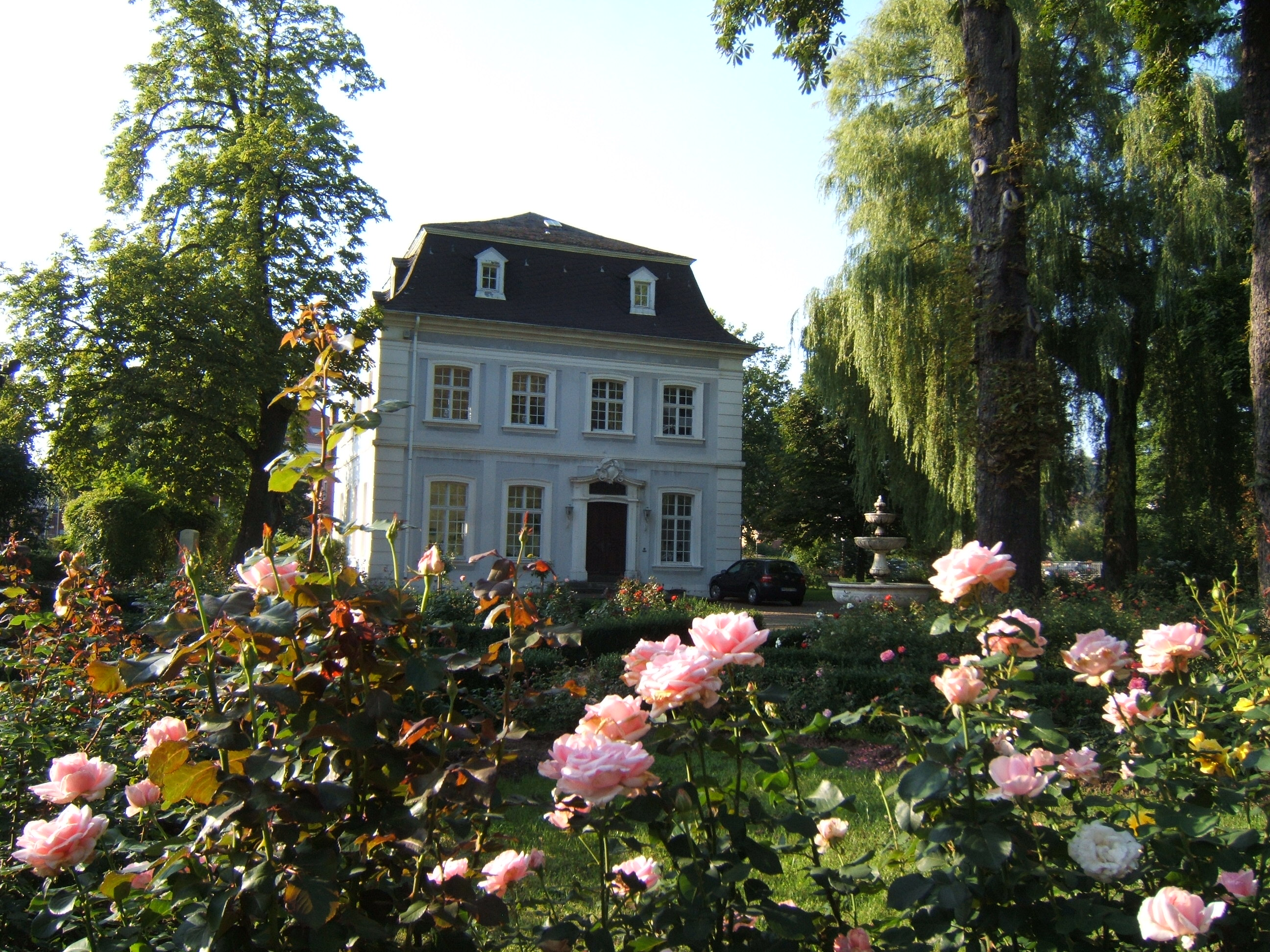
Stengel-Pavillon und Barock-Rosengarten

### Museen
Schulmuseum
Ottweiler ist der Sitz des Saarländischen Schulmuseums. Die rechtsfähige Stiftung Saarländisches Schulmuseum ist am 2. Dezember 1991 errichtet worden. Das Saarländische Schulmuseum in Ottweiler bietet auf mehreren Etagen Exponate aus 1000 Jahren Schulgeschichte.
Daneben beherbergt Ottweiler das Stadtmuseum mit der Ottweiler Buchdruck-Werkstatt und ein Insektenmuseum. Sehenswert ist auch die Museumsapotheke. Im Ortsteil Steinbach befindet sich ein Heimatmuseum und im Ortsteil Fürth ein Mühlenmuseum.

### Bauwerke

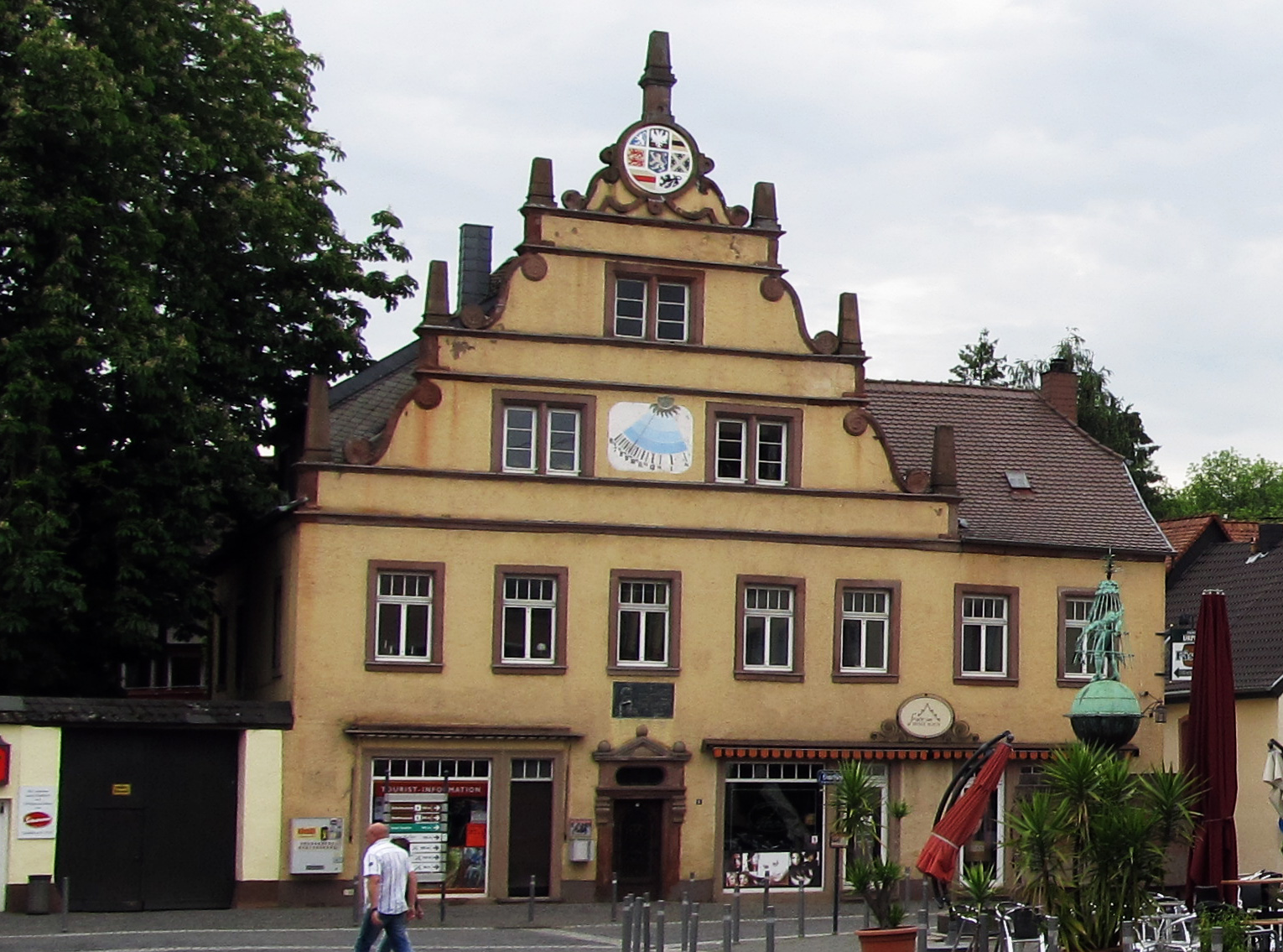
Das Hesse Haus, erbaut um 1590
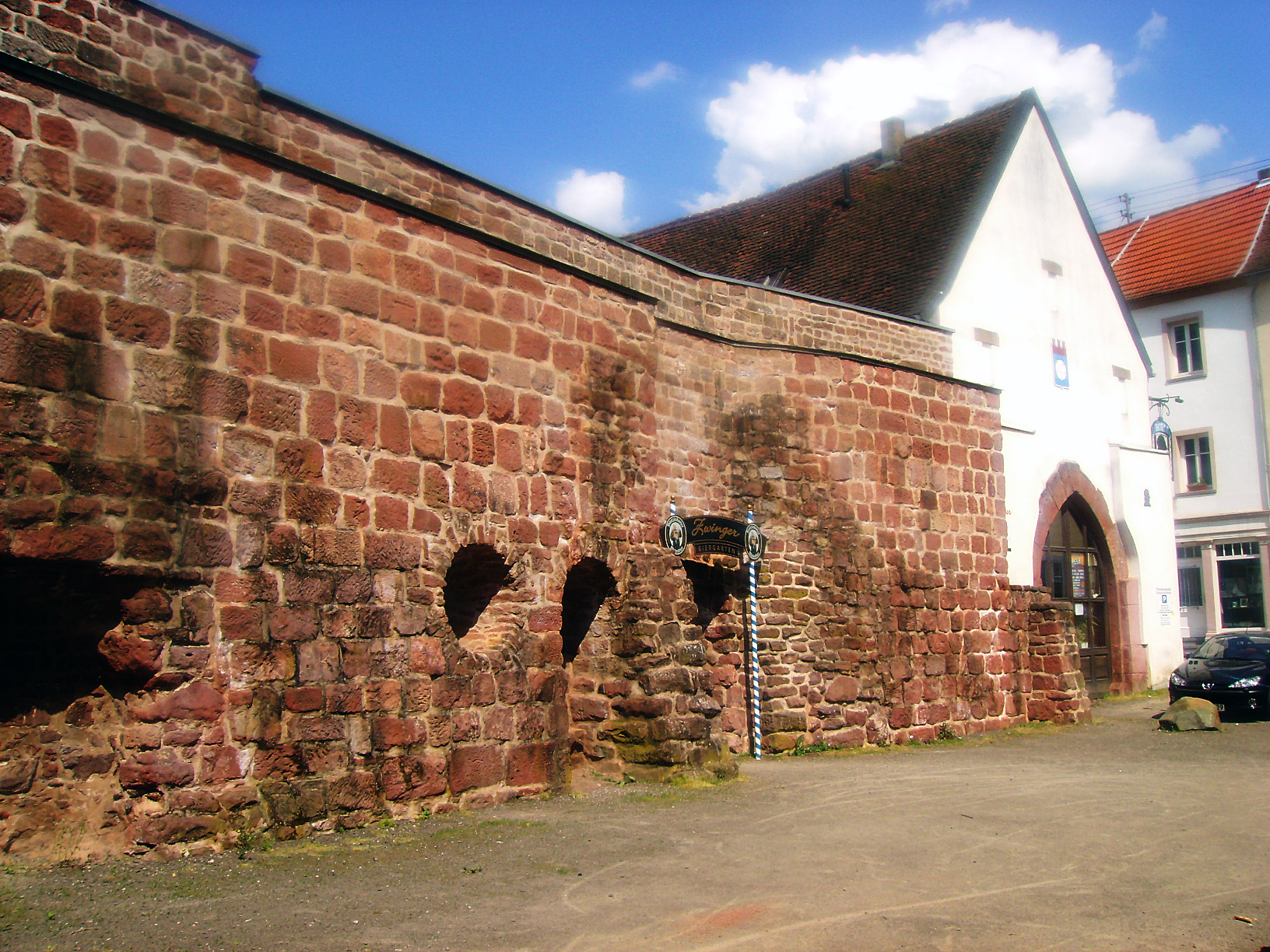
Reste der Stadtmauer aus dem 15. Jahrhundert
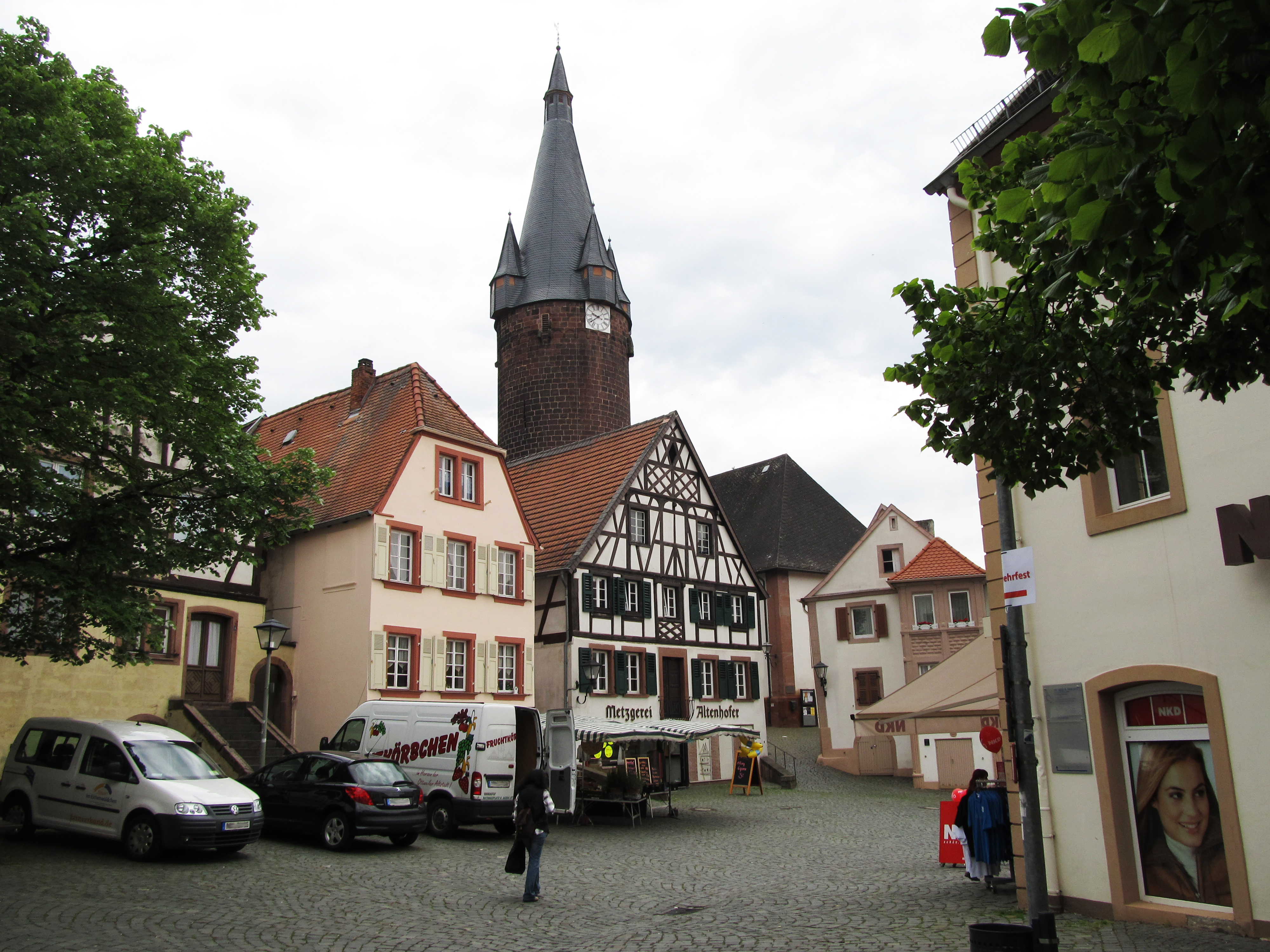
Rathausplatz, im Hintergrund der „Alte Turm“
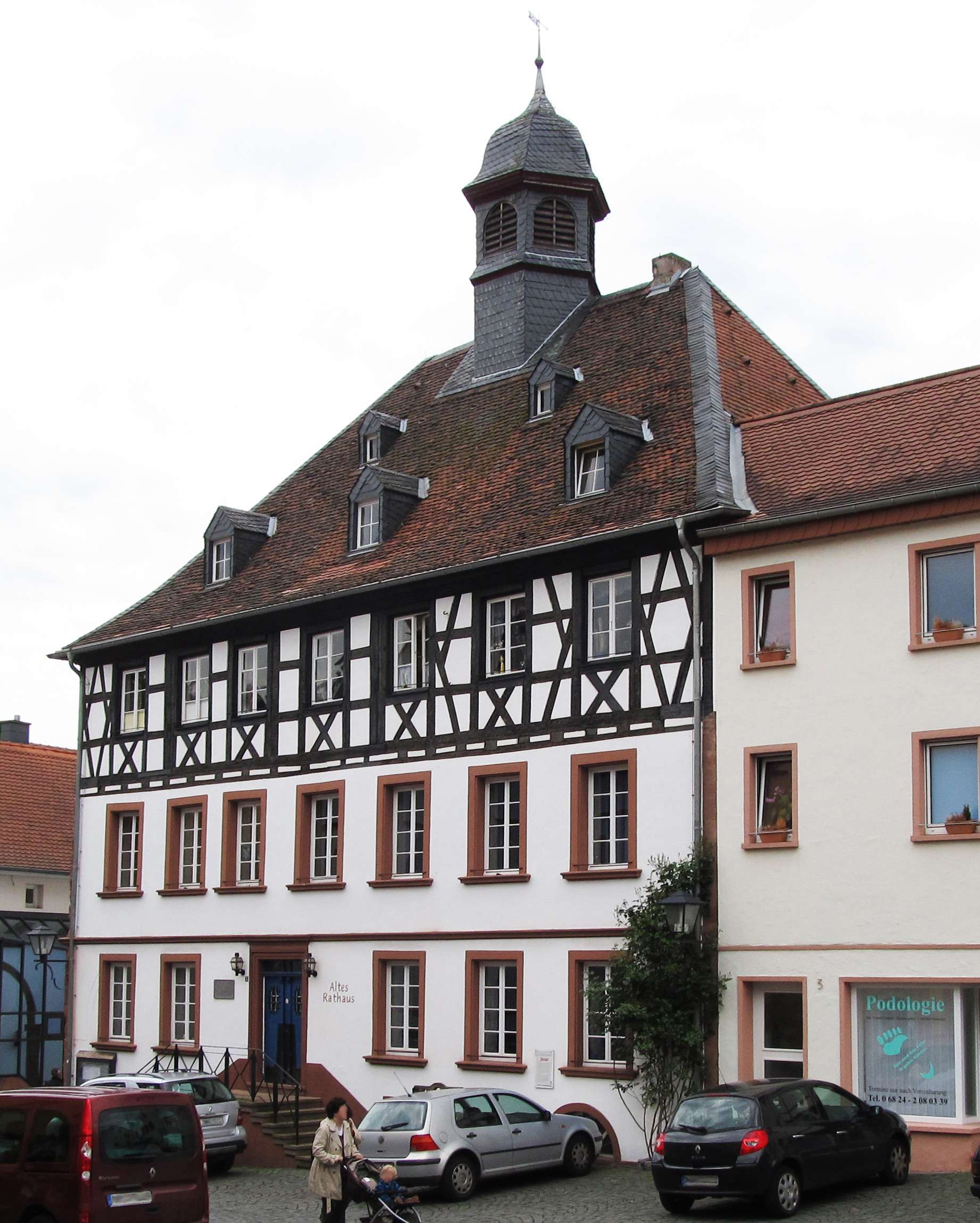
„Altes Rathaus“, erbaut um 1717

Die Altstadt von Ottweiler hat auf kleinem Raum ihre mittelalterlich geprägte Stadtstruktur bewahrt. Zahlreiche Bauwerke der Renaissance und des Barock sind erhalten geblieben. Zu den sehenswerten Gebäuden aus der Zeit der Renaissance zählt das Hesse Haus, das um 1590 als Sitz der gräflichen Verwaltung erbaut wurde. Benannt ist es nach einem Ottweiler Kaufmann.
Im nördlichen Teil der Altstadt befinden sich Reste der alten ringförmigen Stadtbefestigung aus dem 15. Jahrhundert.
Ein idyllisches bauliches Ensemble ist im Bereich der Tenschstraße zu finden. Dort befand sich früher ein Weiher, was sich auch am Namen der Straße Im Alten Weiher zeigt, die von der Tenschstraße abzweigt. Das Wort „Tensch“ stand im Mittelalter für einen „Weg über einen Weiherdamm“.
Unweit dieses Ensembles steht der „Alte Turm“, der zwischen 1410 und 1422 als Bergfried errichtet wurde. Heute dient der Turm als Glockenturm der evangelischen Kirche von Ottweiler, die ursprünglich als Kapelle erbaut und um 1756 durch Friedrich Joachim Stengel zur Kirche umgestaltet wurde.
Vom Platz vor dem „Alten Turm“ führt ein Durchgang zum Rathausplatz. Dort stehen zahlreiche giebelständige Häuser, teilweise als Fachwerkbauten ausgeführt, und das um 1717 erbaute „Alte Rathaus“ mit Fachwerk und Dachreiter. Ein Innenhof am Rathausplatz ist nach dem in Ottweiler geborenen Maler Johann Heinrich Schmidt, genannt Fornaro (1757–1828) benannt.
In der Wilhelm-Heinrich-Straße befindet sich die katholische, von 1832 bis 1834 erbaute, Pfarrkirche Maria Geburt, eine klassizistische, rechteckige Saalkirche, der um 1898 von Ernst Brand ein Chor angefügt wurde.
Ebenfalls in der Wilhelm-Heinrich-Straße steht das 1759 errichtete Witwenpalais, ein barockes Sandsteinpalais, das Friedrich Joachim Stengel im Auftrag von Fürst Wilhelm Heinrich von Nassau-Saarbrücken als Witwensitz für seine Gemahlin Sophie Erdmuthe errichten ließ.
Anstelle des verfallenen Schlosses erbaute Friedrich Joachim Stengel um 1758 für Fürst Wilhelm Heinrich ein barockes Jagd- und Lustschlösschen, den sogenannten Stengel-Pavillon.

### Schulen

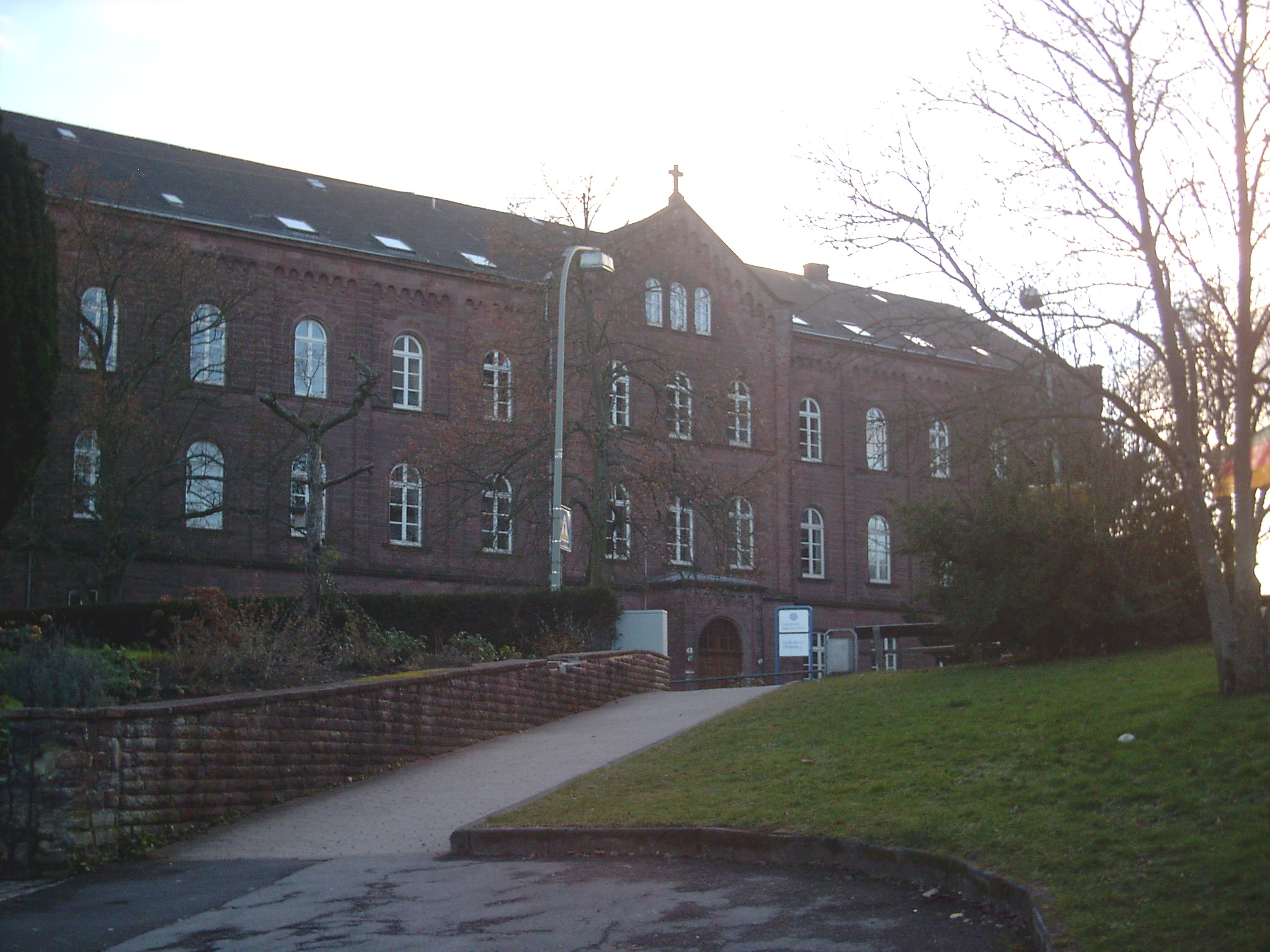
Gymnasium Ottweiler

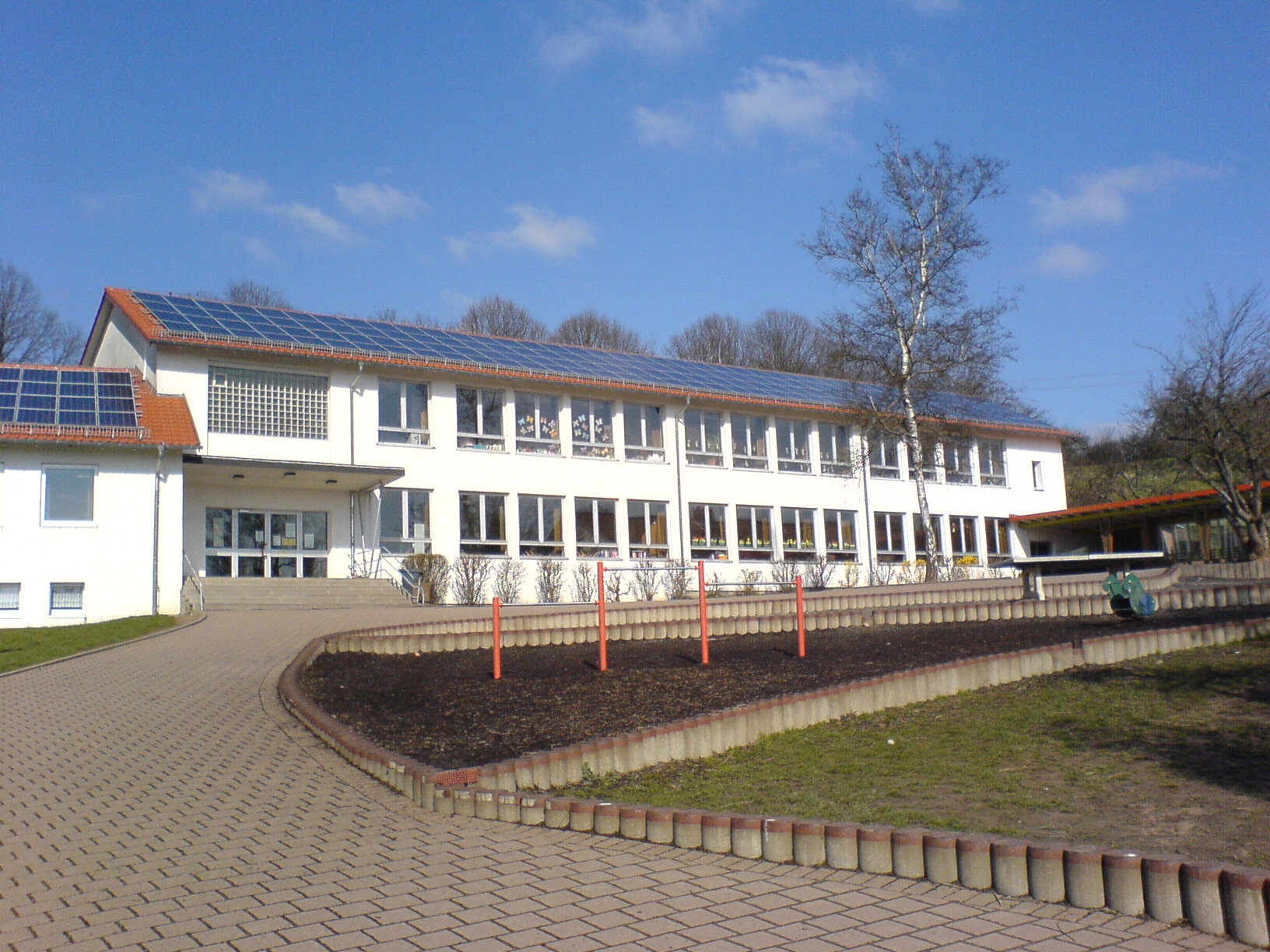
Grundschule Ottweiler Neumünster

#### Gymnasium
Das Gymnasium Ottweiler hat eine wechselhafte Geschichte. 1922 erstmals als konfessionelle Schule gegründet, wurde sie 1948 für 9 Jahre geschlossen. In seiner heutigen Form existiert die Schule seit 1971. 1992 übernahm der Landkreis Neunkirchen die Trägerschaft der Schule.

#### Landesakademie für musisch-kulturelle Bildung
Die Aus- und Weiterbildungseinrichtung der musisch-kulturellen Verbände erhielt 2002 einen Erweiterungsbau. Mit dem elliptischen Neubau und einem großzügigen Eingangs- und Zuschauerbereich erhielt die Akademie einen modernen Multifunktionskomplex. Die mobile Trennwand ermöglicht Probebetriebe und Aufführungen auf einer Gesamtnutzfläche von 570 m². Die Auslastung des Hauses wird durch hohe Belegungszahlen in den Ferien und an den Wochenenden bestimmt. Im Jahresdurchschnitt beherbergt die Landesakademie circa 5.000 Übernachtungsgäste und über 10.000 Tagungsgäste.
Der Schwerpunkt liegt auf der Ausbildung der Jugend und auf der Schulung von Multiplikatoren, die in den Verbänden als Ensembleleiter und Führungskräfte tätig werden. Die 15 Mitgliedsverbände führen besonders an den Wochenenden und in den Ferien eigene Workshops und Seminare durch. Darüber hinaus bietet die Landesakademie für musisch-kulturelle Bildung Verbandsübergreifende Maßnahmen. Dazu gehören eine zweijährige Erzieherinnen-Weiterbildung im Bereich Elementarer Musikpädagogik, die Musikmentorenausbildung für Schüler oder das Projekt „Bündnis für das Singen mit Kindern“.

#### Grundschulen
Neben den oben genannten Schulen gibt es in der Stadt Ottweiler zwei Grundschulen mit eigenen Sporthallen und freiwilligen Ganztagsschulen. Die Gemeinde Fürth bietet zudem auch eine Nachmittagsbetreuung für die Kinder an.

#### Gemeinschaftsschule
Die Anton-Hansen-Schule ist dem Gymnasium Ottweiler örtlich sehr nahe gelegen und teilt mit diesem die Seminarsporthalle mit gegenüber liegendem Sportplatz. Unterricht in den Oberstufen wird den interessierten Schülern in Zusammenarbeit mit dem Gymnasium Ottweiler gewährt.

#### Förderschule
In der Gemeinde Mainzweiler befindet sich ebenfalls eine Förderschule, die Eric-Carle-Schule. Benannt wurde diese im Herbst 2001 nach dem Bilderbuchautor Eric Carle. In kleinen Lerngruppen sollen mit Hilfe von pädagogisch geschultem Fachpersonal die folgenden Ziele erreicht werden: selbständige Lebensführung, Entfaltung der Persönlichkeit, Ausbildung von Lebensfertigkeiten, Vermittlung von Lebensorientierung, Stärkung des Selbstvertrauens.

#### Weitere Schulen
Auch die Kreisvolkshochschule KVHS den Landkreis Neunkirchen hat in der Stadt Ottweiler ihren Sitz sowie die Ballettschule Charles Bankston.

## Persönlichkeiten

### Söhne und Töchter der Stadt
- Johann Casimir (* 24. September 1577; † 29. März 1602), Begründer der Linie Nassau-Gleiberg
- Wilhelm Ludwig (* 18. Dezember 1590; † 22. August 1640), Graf von Nassau-Saarbrücken
- Friedrich Ludwig (* 13. November 1651; † 25. Mai 1728), Graf von Ottweiler und von Saarbrücken, ab 1702 Senior des Hauses Nassau
- Christiane Charlotte von Nassau-Ottweiler (* 2. September 1685; † 6. November 1761), Gräfin von Nassau-Ottweiler und durch Heirat Gräfin von Nassau-Saarbrücken und Landgräfin von Hessen-Homburg
- Johann Heinrich Schmidt genannt Fornaro (* 2. August 1757; † Mai 1821), Maler[17]
- Carl Florian Goetz (* 4. Juli 1763; † 23. Juni 1829), Architekt, Stadtplaner und Baubeamter
- Johann Jakob Schmoll genannt Eisenwerth (* 18. März 1769; † 4. März 1853), Pfarrer und Heimatdichter
- Adolph Bernhard Boyé (* 1803; † 29. März 1862), Jurist und bayerischer Landtagsabgeordneter
- Franz Georg Himpler (* 14. Mai 1833; † 13. September 1916), Architekt von Sakralbauten in den Vereinigten Staaten
- Catharina Haaß (* 29. Februar 1844; † 10. September 1916), Musikpädagogin, Komponistin[18]
- Felix Coblenz (* 30. Dezember 1863; † 3. September 1923), Pädagoge und Rabbiner
- Paul Lawaczeck (* 22. Dezember 1878; † 26. November 1942), Pharmakologe und NS-Funktionär
- Karl Sticher (* 2. November 1887; † 6. Januar 1953), saarländischer Politiker (KPD), Abgeordneter im Landesrat des Saargebiets
- Heinrich Noelle (* 22. September 1891; † 7. September 1964), Verwaltungsjurist, Landrat und Regierungspräsident
- Karl Roth (* 30. Oktober 1893; † 24. Dezember 1979). Landrat des Landkreises Merzig
- Ludwig Steeg (* 22. Dezember 1894; † 6. September 1945), Politiker (NSDAP), Oberbürgermeister von Berlin von 1939 bis 1945
- Ernst Germer (* 14. Juli 1901; † 8. Januar 1987), bildender Künstler, Kunstpädagoge, Hochschullehrer und -rektor
- Peter Schmitt (* 11. September 1901; † 15. Dezember 1985), Politiker (NSDAP), Mitglied im nationalsozialistischen Reichstag
- Kurt Thomas (* 25. Februar 1904, † 22. März 1938), Politiker (SPD, KPD), Widerstandskämpfer
- Hermann Löffler (* 13. Februar 1908; † 20. Oktober 1978), nationalsozialistischer Historiker
- Karl Waltzinger (* 11. November 1908; † 10. September 1993), Präsident des saarländischen Rechnungshofs
- Wilhelm Sell (* 28. Februar 1910; † 5. Januar 1998) gilt als der Wiedergründer des Nerother Wandervogels im Saarland nach dem Zweiten Weltkrieg
- Rudolf Steinle (* 31. August 1911; † 12. August 1941), SA-Führer, mutmaßlicher Mörder von Erik Jan Hanussen
- Fritz Dinger (* 20. August 1915; † 27. Juli 1943), Jagdflieger der Luftwaffe
- Ursula Finger (* 5. Juli 1929; † 22. Februar 2015), deutsche Leichtathletin, Olympiateilnehmerin für das Saarland
- Karl Heinz Jürging (* 14. Februar 1935; † 3. April 2008), Politiker (SPD), Abgeordneter im Landtag von Rheinland-Pfalz
- Friedrich Decker (* 29. Juni 1947 in Ottweiler-Steinbach), Politiker (SPD) und Oberbürgermeister von Neunkirchen
- Hartmut Bickelmann (* 13. Januar 1948), Historiker und Archivar
- Harald Diener (* 18. Februar 1948; † Oktober 1994), Fußballspieler und -trainer
- Rainer Tabillion (* 18. März 1950), Politiker (SPD), Abgeordneter im Saarländischen Landtag und im Bundestag
- Falk Jaeger (* 23. September 1950), Autor, Architekturkritiker und Architekturhistoriker
- Ralph Schock (* 13. Februar 1952), Autor, Literaturredakteur
- Thomas Reinhardt (* 1956), Journalist, Sachbuchautor und Fotograf
- Peter Decker (* 28. August 1957; † 8. April 2003) Jazzmusiker
- Charlotte Britz (* 27. Februar 1958), Politikerin (SPD), Oberbürgermeisterin von Saarbrücken seit 2004
- Roland Krämer (* 10. Juni 1959), Jurist und Politiker (SPD), Staatssekretär des Saarlandes
- Christoph Dörrenbächer (* 1961), Politikwissenschaftler
- Stefan Mörsdorf (* 21. Juli 1961), Politiker (CDU), saarländischer Landesminister für Umwelt von 1999 bis 2009
- Christoph Wagner (* 15. Juni 1964), Kunsthistoriker
- Ralf Georgi (* 27. Dezember 1967), Politiker (Die Linke, BSW), Abgeordneter im Saarländischen Landtag
- Katja Strunz (* 1970), Künstlerin
- Silke Kohl (* 5. November 1971), Politikerin (CDU), Abgeordnete im Saarländischen Landtag
- Sören Meng (* 25. Juni 1974), Politiker (SPD), Landrat des Kreises Neunkirchen
- Tina Schöpfer (* 13. Dezember 1975), Politikerin (Bündnis 90/Die Grünen), Landesvorsitzende von Bündnis 90/Die Grünen Saar
- Martin Binder (* 1978), Wirtschaftswissenschaftler
- Oliver Ziegler (* 14. Februar 1979), Musiker und Filmemacher
- Alexander Landenburg (* 30. Oktober 1979), Schlagzeuger
- Kristina Barrois (* 30. September 1981), Tennisspielerin
- Steven Wink (* 9. Mai 1984), Politiker (FDP), Mitglied des Landtags von Rheinland-Pfalz
- Philip Welker (* 13. November 1989), Badmintonspieler
- Damhat Sisamci (* 1993), Politiker (SPD), Abgeordneter des Saarländischen Landtages

### Mit der Stadt verbunden
- Anna Maria zu Solms-Sonnewalde (* 24. Januar 1585; † 20. November 1634), Gräfin von Hohenlohe-Langenburg, starb in Ottweiler
- Friedrich Joachim Stengel (* 29. September 1694; † 10. Januar 1787), Baumeister im Zeitalter des Barock, baute das Witwenpalais in Ottweiler
- Georg Christian Woytt, (* 1694; † 1764) Pfarrer aus Ottweiler, kaiserlich gekrönter Poet, Konsistorialrat, Hofprediger
- Johann Anton Joseph Hansen (* 10. Januar 1801; † 3. Mai 1875), Kath. Pfarrer in Ottweiler, Mitglied der Berliner Nationalversammlung (1848/49), Gründer der St. Barbara Erzbruderschaft (1857)
- György Károly László Lehoczky (* 30. August 1901; † 16. Januar 1979), Architekt und Kirchenfenstermaler
- Käthe Popall (* 15. Februar 1907; † 23. Mai 1984), bremische Politikerin der KPD und das erste weibliche Mitglied im Bremer Senat
- Otto Adam (* 24. November 1909; † 2. Dezember 1977 in Ottweiler), Fechter und Sportfunktionär
- Hans Puls (* 20. November 1914; † 21. Februar 1992), Musikwissenschaftler, Philosophie- und Sprachlehrer sowie Kirchenliederkomponist
- Josef Jochem (* 24. März 1922; † 20. Juni 2000), Pädagoge, Politiker (CDU), war Schulrat in Ottweiler
- Wilhelm Ertz (* 30. Januar 1923; † 18. Juni 2017), Allgemeinmediziner, war seit 2006 Träger der Paracelsus-Medaille
- Otto Knefler (* 5. September 1923; † 30. Oktober 1986), Fußballtrainer und Spieler
- Markus Werkle-Bergner (* 1976), Psychologe auf dem Gebiet der Entwicklungspsychologie und der kognitiven Neurowissenschaften, ging in Ottweiler zur Schule